# Ofer Cassif
Ofer Cassif   (Rixon le-Tsiyyon, 25 de desembre de 1964) és un polític israelià. És membre de la Kenésset des de l'abril de 2019 en representació de Hadaix. Està casat, té un fill i resideix a Rehovot.

## Trajectòria
Cassif va assistir a la Shalmon Elementary School i al Reali Gymnasium. Va créixer en una família simpatitzant de Mapai. Durant el servei militar a les Forces de Defensa d'Israel va servir a la Brigada Nahal. Va estudiar Filosofia a la Universitat Hebrea de Jerusalem i es va doctorar en Filosofia Política a la London School of Economics amb una tesi titulada On nationalism and democracy: A Marxist examen, abans de fer una beca postdoctoral a la Universitat de Colúmbia. Més endavant, va ser professor de Ciències Polítiques a la Universitat de Tel-Aviv i al Sapir Academic College.
A les eleccions legislatives d'Israel d'abril de 2019 va ser cinquè a la llista conjunta Hadaix-Ta'al malgrat que el comitè electoral central va intentar prohibir-li de participar en les eleccions. Posteriorment, va ser reelegit a les eleccions de setembre de 2019, 2020 i 2021.
L'abril de 2021, Cassif va ser agredit per agents de policia en una protesta contra els desnonaments a Jerusalem Est. En una entrevista a Haaretz, Cassif va declarar: «M'oposo a la ideologia i la pràctica del sionisme: és una ideologia i una pràctica racistes que defensa la supremacia jueva». Cassif s'identifica com a marxista i socialista.
El 2023, Cassif va afirmar a Al Jazeera que el seu partit havia advertit repetidament que la contínua ocupació israeliana dels territoris palestins portaria a esdeveniments com el conflicte palestino-israelià d'octubre de 2023, on civils innocents d'ambdues parts en paguen el preu. Va qualificar el govern israelià de «feixista» i l'ha acusat de dur a terme pogroms i neteja ètnica contra la població palestina.